# Neded
Neded (maďarsky Negyed) je obec v okrese Šaľa na Slovensku. Žije v něm přibližně 3 200 obyvatel.

## Historie
První písemná zmínka o vesnici pochází z roku 1111. Do roku 1918 byla obec součástí Uherska. V letech 1938–1945 byla kvůli první vídeňské arbitráži součástí Maďarska. V roce 1954 byla z obce vyčleněna Dedina Mládeže.

## Přírodní poměry
V katastrálním území obce leží přírodní památka Jahodnianske jazierka.

## Společnost
V obci působí FC Neded (celým názvem Football Club Neded) a dvě dvě základní školy:
- Základní škola Ágostona Pongrácza s vyučovacím jazykom maďarským
- Základná škola s vyučovacím jazykom slovenským (1.–4. ročník.)[4]

## Pamětihodnosti
- Římskokatolický kostel sv. Michala archanděla, jednolodní raně klasicistická stavba z roku 1780 s polygonálním ukončením presbytáře a věží tvořící součást její hmoty, Interiér je zaklenut pruskými klenbami. V interiéru se nacházejí dva boční oltáře – Panny Marie z roku 1811 a Božského srdce z roku 1881 s obrazem od P. Kocsisse z roku 1885. Kazatelna pochází z doby vzniku kostela, křtitelnice z konce 18. století je kamenná se sochou Křtu Krista.[5]
- Římskokatolická fara, dvoupodlažní třítraktová pozdně barokní stavba z roku 1787.
- Reformovaný kostel, jednoduchá jednolodní stavba z roku 1937 s pravoúhlým závěrem a představenou věží. Nachází se na místě tolerančního kostela z roku 1784, jehož věž byla integrována do současné stavby. Interiér je plochostropý. Nachází se zde mramorová klasicistní křtitelnice z doby vzniku původního kostela. Kazatelna je z 19. století.[6]
- Evangelický kostel, vybudovaný po druhé světové válce
- Baptistická modlitebna